# أنتوني ألين (لاعب اتحاد الرغبي)
أنتوني ألين (بالإنجليزية: Anthony Allen)‏ هو لاعب اتحاد الرغبي بريطاني، ولد في 1 سبتمبر 1986 في ساوثهامبتون في المملكة المتحدة.

## وصلات خارجية
- أنتوني ألين على موقع دوري الرغبي الممتاز (الإنجليزية)
- أنتوني ألين عل موقع إسبنسكروم (الإنجليزية)
- أنتوني ألين على موقع ItsRugby.co.uk (الإنجليزية)